# Lijst van voetbalinterlands Algerije - Ethiopië
Deze lijst van voetbalinterlands is een overzicht van alle officiële voetbalwedstrijden tussen de nationale teams van Algerije en Ethiopië. De landen hebben tot op heden negen keer tegen elkaar gespeeld. De eerste ontmoeting was een groepswedstrijd tijdens de Afrika Cup 1968 in Addis Abeba op 16 januari 1968. Het laatste duel, een groepswedstrijd tijdens het African Championship of Nations 2022, werd gespeeld op 17 januari 2023 in Algiers.

## Wedstrijden
| № | Plaats      | Datum            | Competitie                           | Wedstrijd           | Uitslag |
| - | ----------- | ---------------- | ------------------------------------ | ------------------- | ------- |
| 1 | Addis Abeba | 16 januari 1968  | Afrika Cup 1968                      | Ethiopië − Algerije | 3 − 1   |
| 2 | Benghazi    | 13 maart 1982    | Afrika Cup 1982                      | Algerije − Ethiopië | 0 − 0   |
| 3 | Addis Abeba | 4 september 1994 | Afrika Cup 1996 kwalificatie         | Ethiopië − Algerije | 0 − 0   |
| 4 | Algiers     | 7 april 1995     | Afrika Cup 1996 kwalificatie         | Algerije − Ethiopië | 2 − 0   |
| 5 | Addis Abeba | 6 september 2014 | Afrika Cup 2015 kwalificatie         | Ethiopië − Algerije | 1 − 2   |
| 6 | Blida       | 15 november 2014 | Afrika Cup 2015 kwalificatie         | Algerije − Ethiopië | 3 − 1   |
| 7 | Blida       | 25 maart 2016    | Afrika Cup 2017 kwalificatie         | Algerije − Ethiopië | 7 − 1   |
| 8 | Addis Abeba | 29 maart 2016    | Afrika Cup 2017 kwalificatie         | Ethiopië − Algerije | 3 − 3   |
| 9 | Algiers     | 17 januari 2023  | African Championship of Nations 2022 | Algerije − Ethiopië | 1 − 0   |

## Samenvatting
| Competitie                      | Totaal gespeeld | Winst Algerije | Gelijk | Winst Ethiopië | Doelsaldo Algerije – Ethiopië |
| ------------------------------- | --------------- | -------------- | ------ | -------------- | ----------------------------- |
| Afrika Cup                      | 2               | 0              | 1      | 1              | 1 − 3                         |
| Afrika Cup-kwalificatie         | 6               | 4              | 2      | 0              | 17 − 6                        |
| African Championship of Nations | 1               | 1              | 0      | 0              | 1 − 0                         |
| Totaal                          | 9               | 5              | 3      | 1              | 19 − 9                        |

Wedstrijden bepaald door strafschoppen worden, in lijn met de FIFA, als een gelijkspel gerekend.